# Zierikzeesche Nieuwsbode
De Zierikzeesche Nieuwsbode was een regionale krant die van 1844 tot 1998 werd uitgegeven in Zierikzee en lezers had op Schouwen-Duiveland.

## Geschiedenis
De Zierikzeesche Nieuwsbode werd in 1844 opgericht door Pieter de Looze. De eerste editie werd uitgegeven op 19 augustus 1844. De krant begon als liberale tegenhanger van de in 1797 opgerichte conservatieve Zierikzeesche Courant. Sociale misstanden werden aan de kaak gesteld. De eerste jaren werd de krant gedrukt op lilliputterformaat van 10 bij 16 centimeter om belasting in de vorm van het dagbladzegel te omzeilen. In 1869 werd de krant voortgezet door Adriaan Johannes de Looze, de zoon van de oprichter. De druk van de krant werd overgenomen door Ochtman, het latere Lakenman en Ochtman. In 1889 werd de concurrent Zierikzeesche Courant overgenomen.
Tijdens het interbellum en de Tweede Wereldoorlog had de krant een pro-Duitse stellingname. In de oorlog verscheen de krant vanaf 22 februari 1944 niet meer, om vervolgens op 12 juni 1945 terug te keren onder de tijdelijke naam De vrije stemmen van Schouwen-Duiveland. Deze naam werd gebruikt tot en met 1947, toen de naam Zierikzeesche Nieuwsbode weer gebruikt ging worden. Na de oorlog had de krant ruim 5000 abonnees en er waren daarnaast veel meelezers.
In 1998 werd het abonneebestand en het grootste deel van de redactie van de Zierikzeesche Nieuwsbode overgenomen door de Provinciale Zeeuwse Courant. De Zierikzeesche Nieuwsbode werd in de PZC geïntegreerd en hield op te bestaan.

## Edities
- 1844–1846: drie edities per week
- 1846–1869: twee edities per week
- 1869–1935: drie edities per week
- 1935-1944: dagelijks (okt./nov. 1941 vier edities per week)
- 1945–1947: tijdelijk verschijnend onder de titel De vrije stemmen van Schouwen-Duiveland, drie edities per week, vanaf 3 november 1945 vier edities per week en vanaf 30 december 1945 iedere werkdag
- 1947–1961: iedere werkdag
- 1961-1998: vier edities per week, waaronder vanaf 1988 een keer per week huis-aan-huisblad Nieuwsbode Extra